# Danay Diguizi
Danay Diguizi  est une localité du Cameroun située dans la commune de Yagoua, le département du Mayo-Danay et la Région de l'Extrême-Nord, à la frontière avec le Tchad.

## Population
Lors du recensement de 2005, on y a dénombré 1 621 personnes.

## Infrastructures
En 2013, la localité était dotée d'un collège (CES), avec 2 salles de classe et 9 enseignants.